# Johannes Winnertz
Johannes Winnertz (11 februari 1800 – 24 juli 1890) was een Duits entomoloog.
Winnertz werkte als koopman in Krefeld. Op het gebied van de entomologie had hij zich gespecialiseerd in tweevleugeligen (Diptera). Tot ongeveer 1867 waren in Europa 55 soorten Sciaridae (rouwmuggen) bekend. Winnertz bewerkte de groep en beschreef vanaf 1867 in totaal 131 nieuwe soorten van deze muggen.
Zijn collecties bevinden zich in het Naturmuseum Senckenberg in Frankfurt, het Naturhistorisches Museum Wien en in het Zoölogisch Museum in Bonn.

## Werken
- Beitrag zur Kenntniss der Gattung Ceratopogon Meigen. 1852
- Beitrag zu einer Monographie der Gallmücken. 1853
- Beitrag zu einer Monographie der Pilzmücken. 1863
- Beitrag zu einer Monographie der Sciarinen. Wien, 1867

- Gemeinsame Normdatei: 1243213175
- International Standard Name Identifier: 0000 0004 0823 1284
- Nationale Bibliotheek van Polen: a0000002455460
- Nederlandse Thesaurus van Auteursnamen: 161407358
- Système universitaire de documentation: 256222886
- Virtual International Authority File: 300543969
- WorldCat: E39PBJfCvQWmKBjvk6dR3CDQbd